# Vincenzo Musardo
Vincenzo Musardo (Galatone, 3 gennaio 1943 – 25 febbraio 2021) è stato un artista, pittore e scultore italiano.

## Biografia

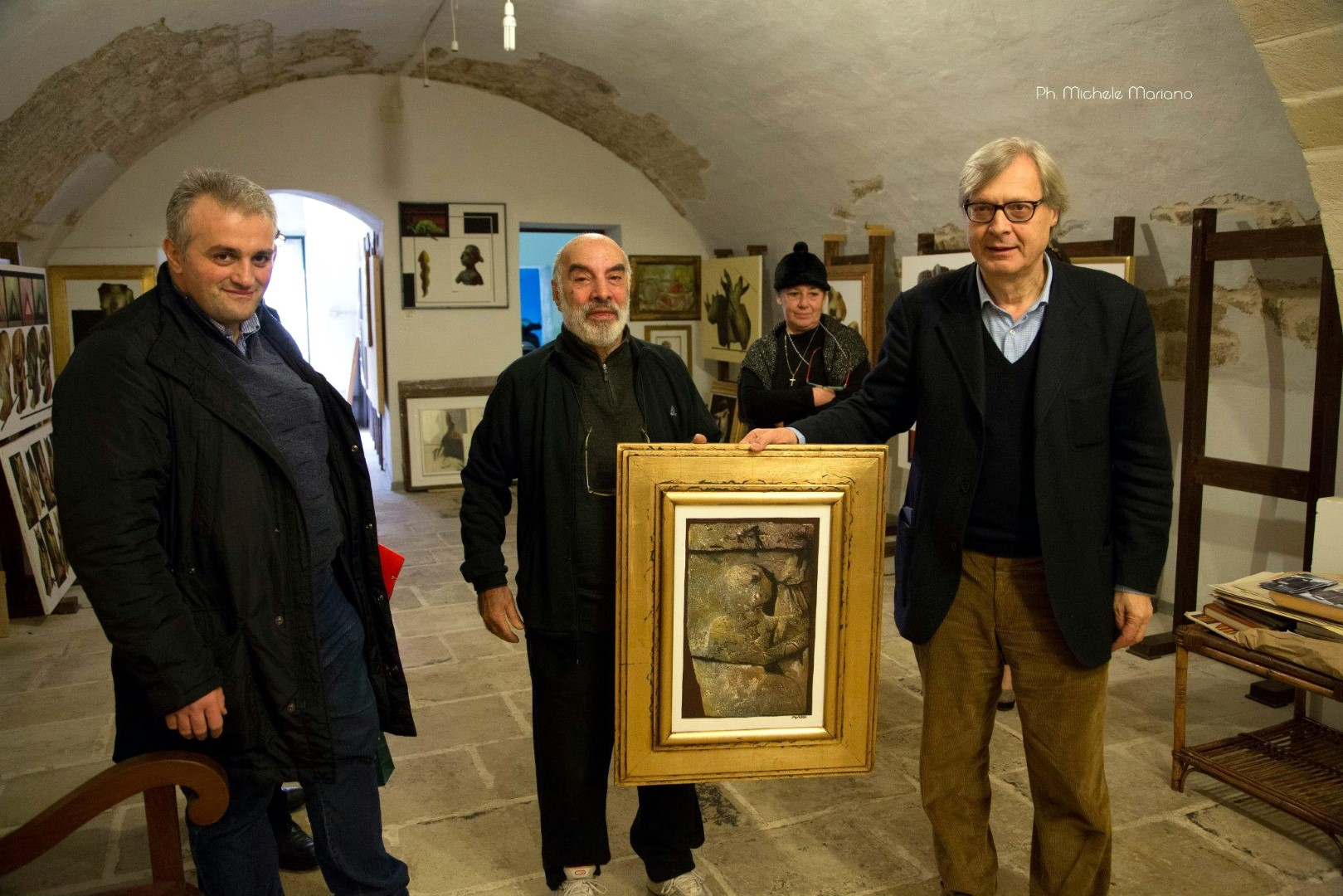
Vittorio Sgarbi in visita al laboratorio di Vincenzo Musardo (Galatone 2014)

Si diplomò in studi artistici a Lecce e seguì come libero uditori i corsi dell'Accademia di belle arti a Charleroi, in Belgio, dove visse per oltre un decennio, operando come designer e come scultore nelle officine Gres-guerin e Dubois a Bouffiouls. Realizzò una scultura fittile per la regina Fabiola del Belgio. Creò il movimento ORBITALS. Nel campo della pittura espose all'Europac a Bruxelles; venne premiato al Prix Italienne a Gilly, espose ancora al Palais des Congres di Liegi (opera Parallele-Erosion, che ottenne il premio della Graindorge-Societè Royale des Beaux Arts) e al Grand Palace di Anversa.
Nel 1973 una giuria internazionale gli attribuì il premio III Michelangelo d'oro Archiviato l'8 novembre 2015 in Internet Archive. per una sua opera di pittura tridimensionale. Nello stesso anno Musardo rientrò in Italia e qui alternò le mostre di pittura allo studio dell'archeologia.
Dal 1974 sino alla fine degli anni ottanta creò e sviluppò l’"arte metarcaica", con la quale intendeva, più che recuperare “antichi stilemi”, ripristinare i “valori formali” mediante lo sviluppo della “poetica materica", con oggetti materiali emergenti dalle tele.
Con lo studioso Emilio Benvenuto, si occupò di ricerche di storia ecclesiastica e di archeologia cristiana e bizantina nel Salento.
Dal 1977 fu titolare della cattedra di beni culturali ed ambientali (ex antichità italiche) nell'Accademia di belle arti di Foggia prima e quindi presso l'Accademia di belle arti di Bari.
A partire dal 1959 partecipò a diverse mostre, personali e collettive. Sue opere sono esposte presso l’Expo mondiale di Siviglia in Spagna, nel 1992, e al Museo G.I.Katsigra di Larissa, in Grecia, nel 1999. 
In Italia, nel 1992, venne inserito nell'elenco dei Ritratti illustri dei Galatei nel testo di Vittorio Zacchino.
Pareri favorevoli per la sua opera pittorica furono espressi da Vittorio Sgarbi, Gillo Dorfles (che l'artista incontrò a Milano nel 1999 in occasione di una sua mostra personale), Mario Ursino e Anna Caterina Bellati.

## Opere
Le opere raffigurano anatomie frammentarie, cavalieri e armature, animali, statue e idoli, fregi, ritagliati su sfondi bianchi e neutri. L'operazione è intesa a rivolgere verso "finalità nobili" l'innata attitudine a guardare e di offrire nuova vita alle testimonianze del passato. Simboli e oggetti sono celati e dissimulati nelle forme tattili delle sue opere e devono essere scoperti dallo sguardo dell'osservatore. Lo sfondo bianco della tela rafforza e rende più enfatica la rappresentazione. Gli oggetti provengono dal barocco leccese, dall'arte greca, ma anche etrusca, egizia o bizantina.
Secondo i criteri dell' "arte metarcaica", elaborata a partire dal 1974, l'artista si propone di essere guida e narratore di elementi arcaici presenti da millenni nella storia..
Le opere sono eseguite con la tecnica dell'"olio polimaterico", con ossidi di ferro, polveri di marmo e collanti, che rendono il materiale pittorico una massa plastica e che consentono di rendere "tangibili" gli oggetti raffigurati, come a "scolpire la tela".
Musardo produsse anche stampe: fogli numerati e firmati con una tiratura di 99 esemplari.
Abbandonata l'arte cinetica e la Op art degli esordi, si impegnò sui temi del passato e del nudo femminile arrivando ad una "concettualizzazione metarcaica" dell'immagine. Dal "metarcaico" è quindi passato al citazionismo (la reinterpretazione di qualcosa di già esistente per farne cosa propria) di reperti che evocano tempi remoti e insieme rappresentano valori eterni.

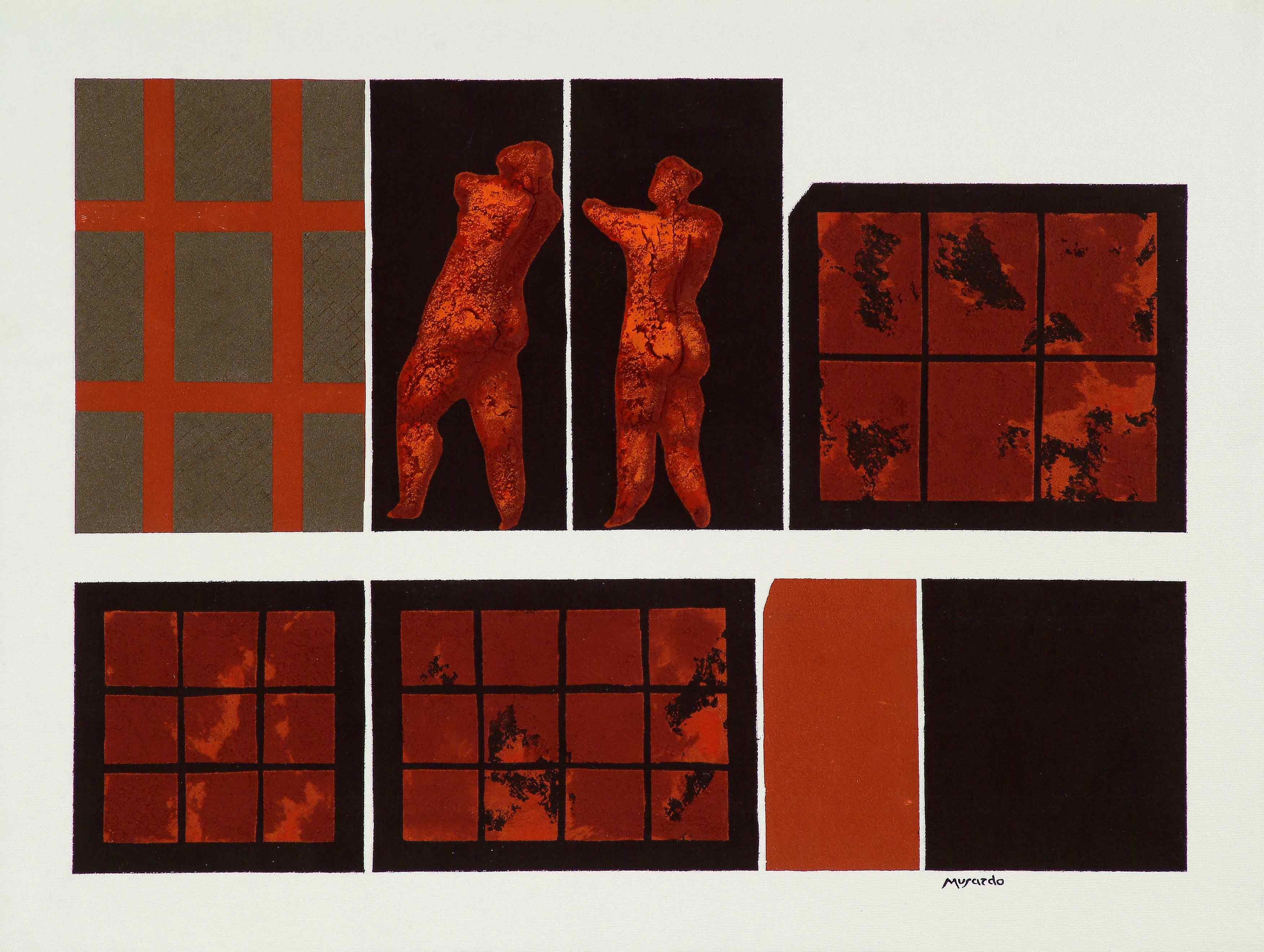
Divisione (Periodo Metarcaico)
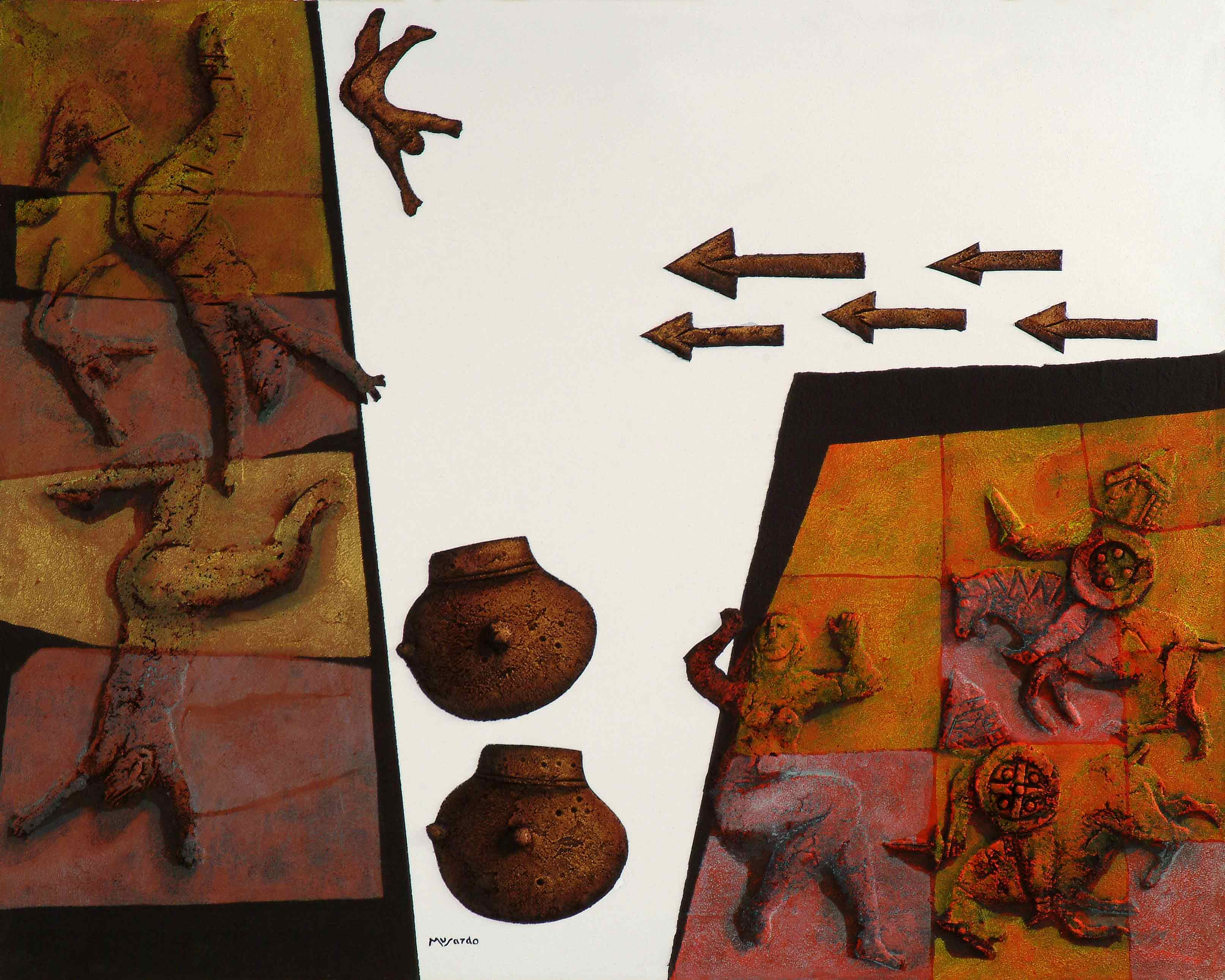
Twin Towers (Periodo Metarcaico)
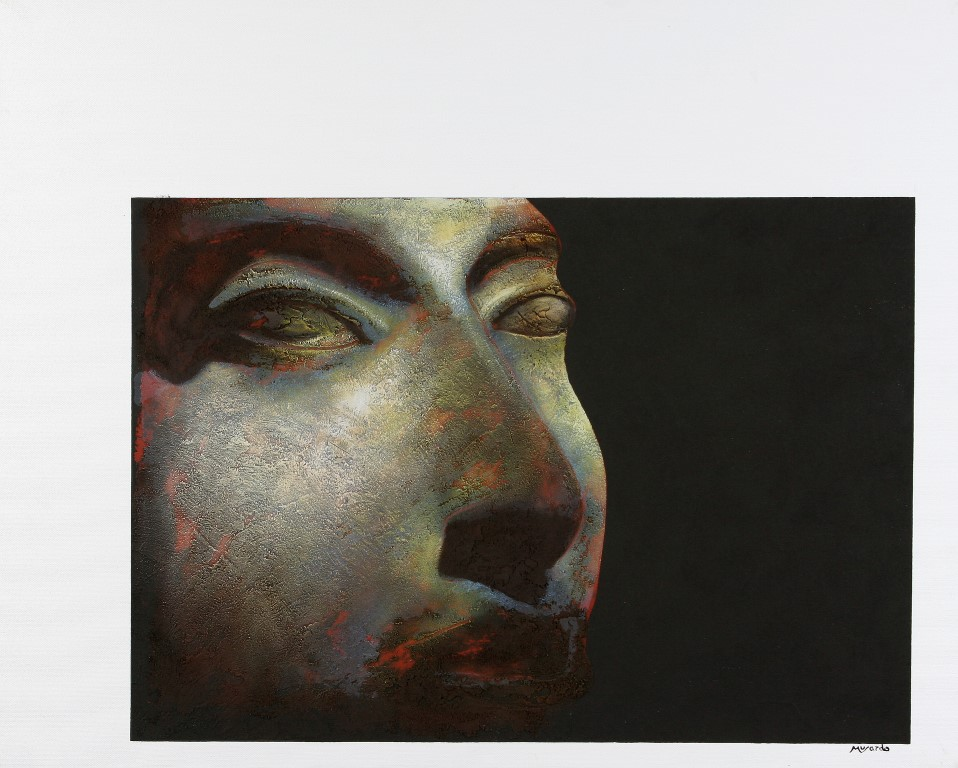
Ife (Periodo Citazionismo)
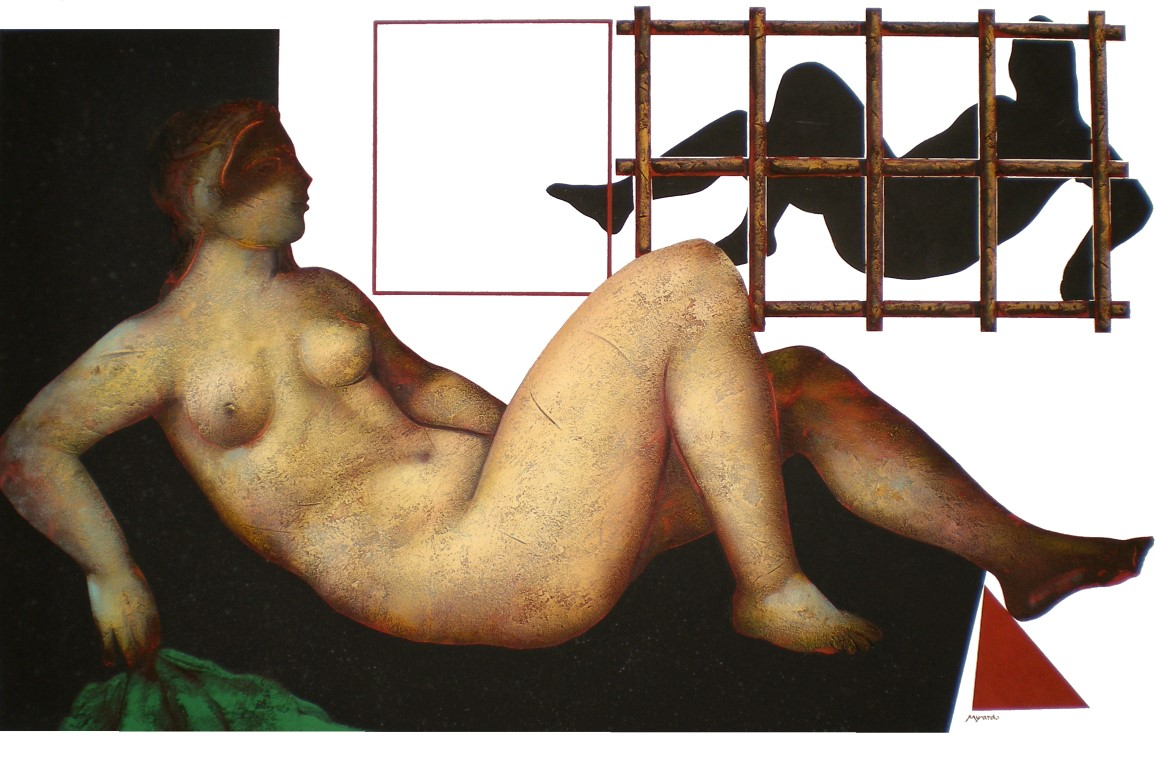
Klassica (Periodo Citazionismo)
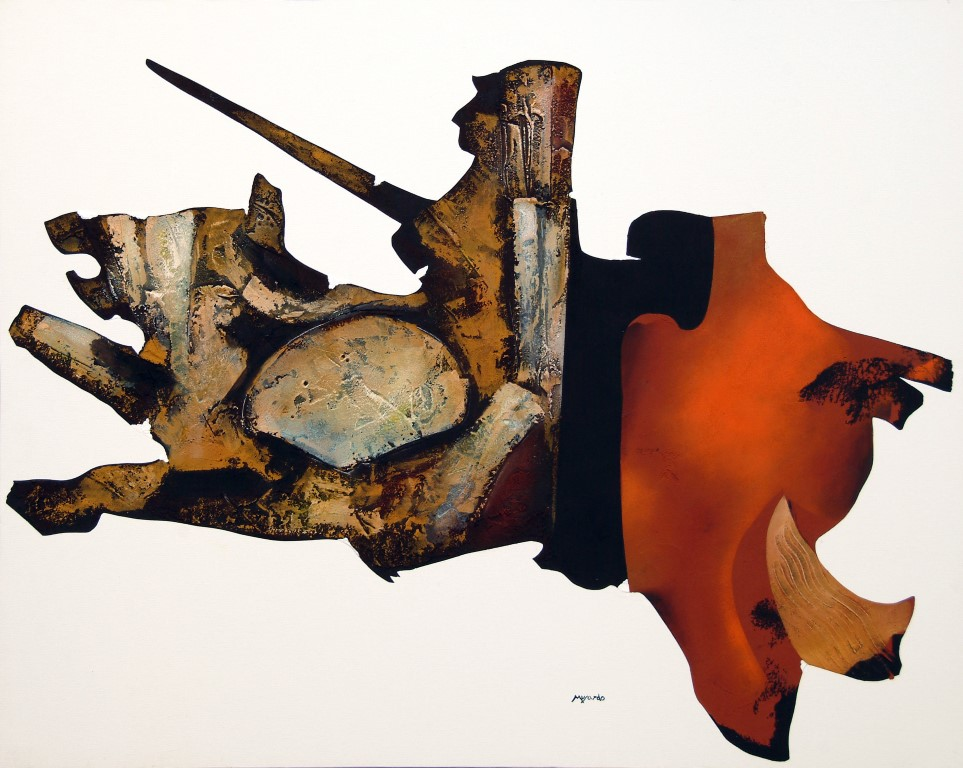
Cavaliere (Periodo Nuovo Figurativismo Concettuale)
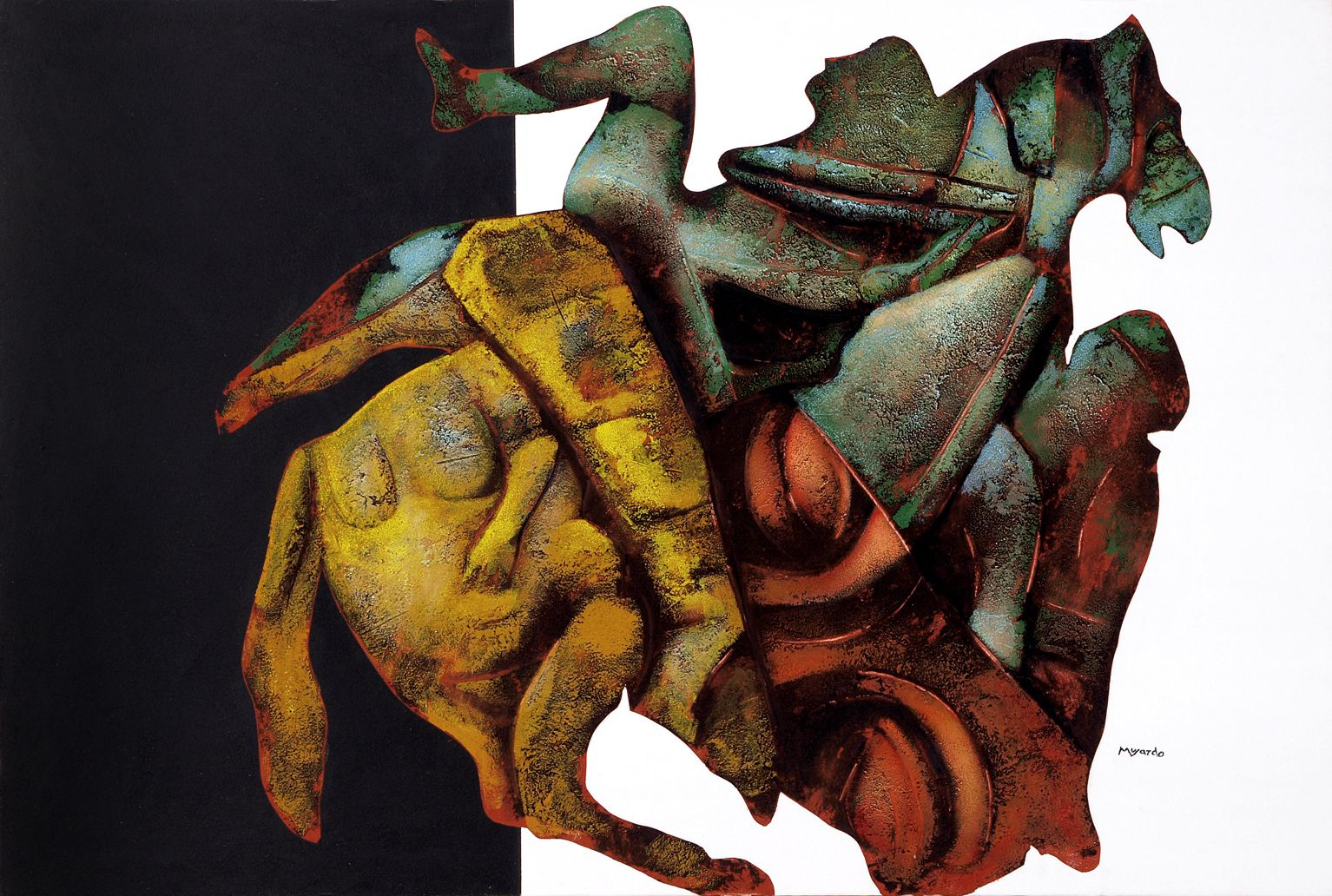
Archetipo Mutante-Cammino della Storia (periodo Nuovo Figurativismo Concettuale)

## Vincenzo Musardo nei musei

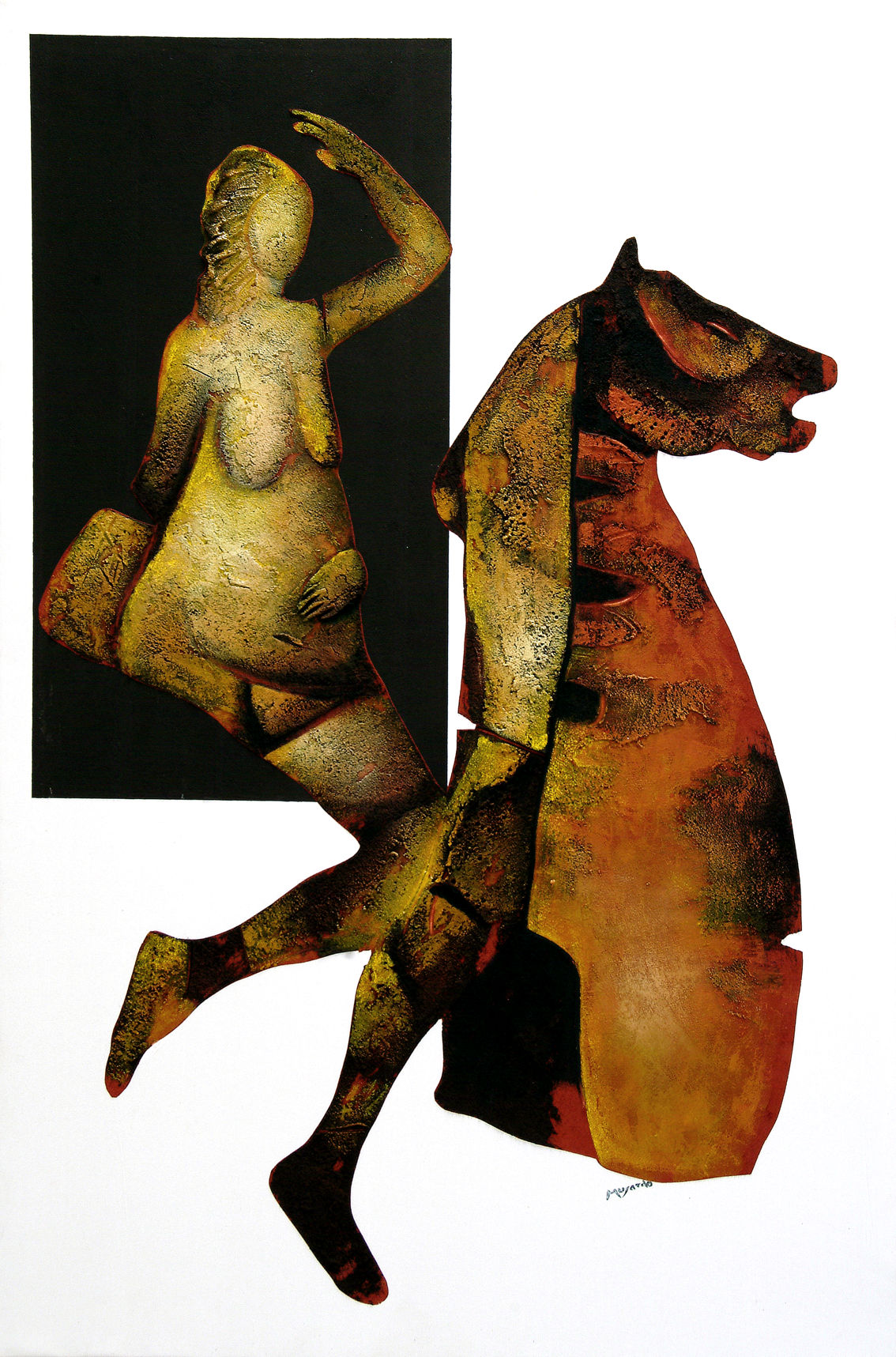
Vincenzo Musardo, Archetipo Mutante-Valchiria (opera acquisita dal MiM)

- MiM-Museum in Motion[6] di San Pietro in Cerro | Piacenza

## Mostre personali e collettive
- 1962: Gres-Cram - Chatelet (Belgio);
- 1963: G. Guerin - G. Binche - Bouffioulx (Belgio);
- 1965: Europac - Bruxelles (Belgio);
- 1969: Prix Italienne - Gilly (Belgio);
- 1970: Palais des Congres – Liegi (Belgio);
- 1972: Prix Europa - Ostenda (Belgio); Galleria, Somedox - Bruxelles (Belgio); Grand Palace - Anversa (Belgio);
- 1973: III Michelangelo d'oro – Firenze;
- 1974: Premio "Arte Avanguardia"– Milano; Premio G. Bazzoli Milano;
- 1975: Palazzo delle Esposizioni – Roma;
- 1992: Expo mondiale di Siviglia (Spagna); Istituto Poligrafico - Roma, Castello Aragonese – Ischia;
- 1993: Spazio arte - Società poligrafica d'arte classica e contemporanea – Roma;
- 1995: Galleria Arearte (Borghese - Attardi - Schiaroli - Liberati – Trame - Musardo) Senigallia;
- 1997: Spazio arte - Società poligrafica d'arte classica e contemporanea (Musardo - Del Pezzo - Nespolo) - Palermo;
- 1998: Sei artisti per l'Expò (Borghese - Musardo - Sacchi - Schiaroli - Trame - Mazzoni) Giardini-Naxos;
- 1999: Museo G.I.Katsigra - Rassegna di grafica itinerante - Larissa - Grecia;
- 2004: Castello Carlo V – Monopoli; Expo Arte – Bari;
- 2005: Castello aragonese - Reggio Calabria;
- 2006: Arte Fiera (Genova, Parma, Firenze, Padova, Catania); Vitarte – Viterbo; Apantè - Giardini Naxos; Immagina Arte in Fiera[7] - Reggio Emilia;
- 2007: ciclo di esposizioni in parchi di golf in tutta Italia; Assisi Endurance Lifestyle[8] - Assisi; Immagina Arte in Fiera[7] - Reggio Emilia;
- 2008: Fashion Work library – Milano; Galleria Lazzaro by Corsi[9] – Milano; ; Immagina Arte in Fiera[7] - Reggio Emilia;
- 2009: ; Assisi Endurance Lifestyle[8] - Assisi; Open "Cavalli d'autore[10]; Spazio Kryptos[11] – Milano; Immagina Arte in Fiera[7] - Reggio Emilia;
- 2010: MIM Museum In Motion[12] San Pietro in Cerro; , Palazzo Maffei Marescotti[13]; Vicariato del Vaticano – Roma;
- 2012: Arcaismo e contemporaneità[14]. - Bari
- 2013: Biennale internazionale d'arte di Palermo[15].

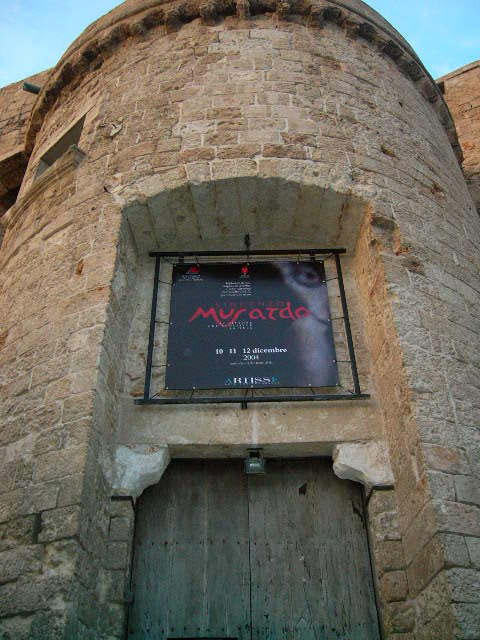
Esposizione Castello Carlo V (Monopoli 2004)
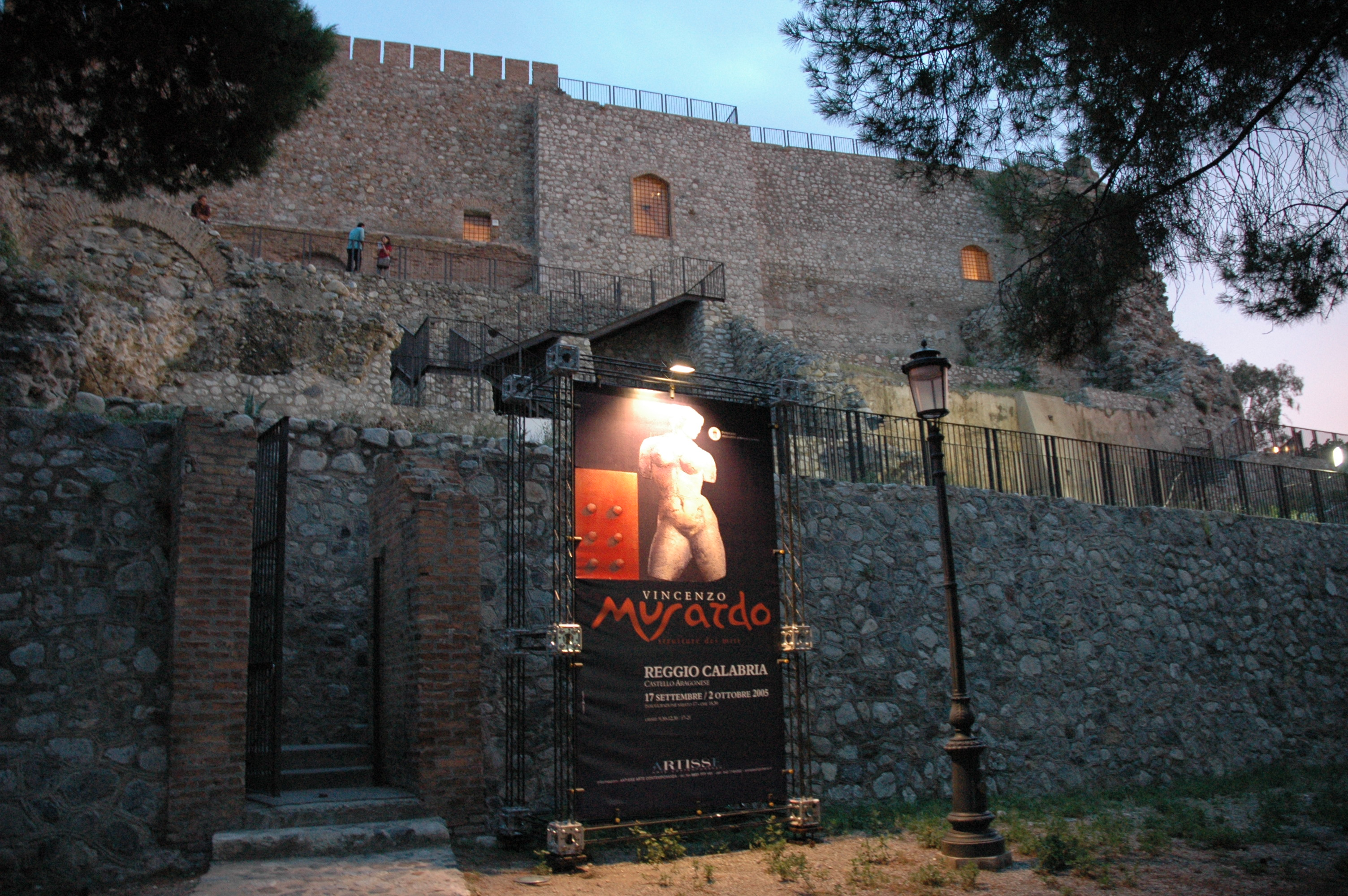
Esposizione Castello Aragonese (Reggio Calabria 2005)
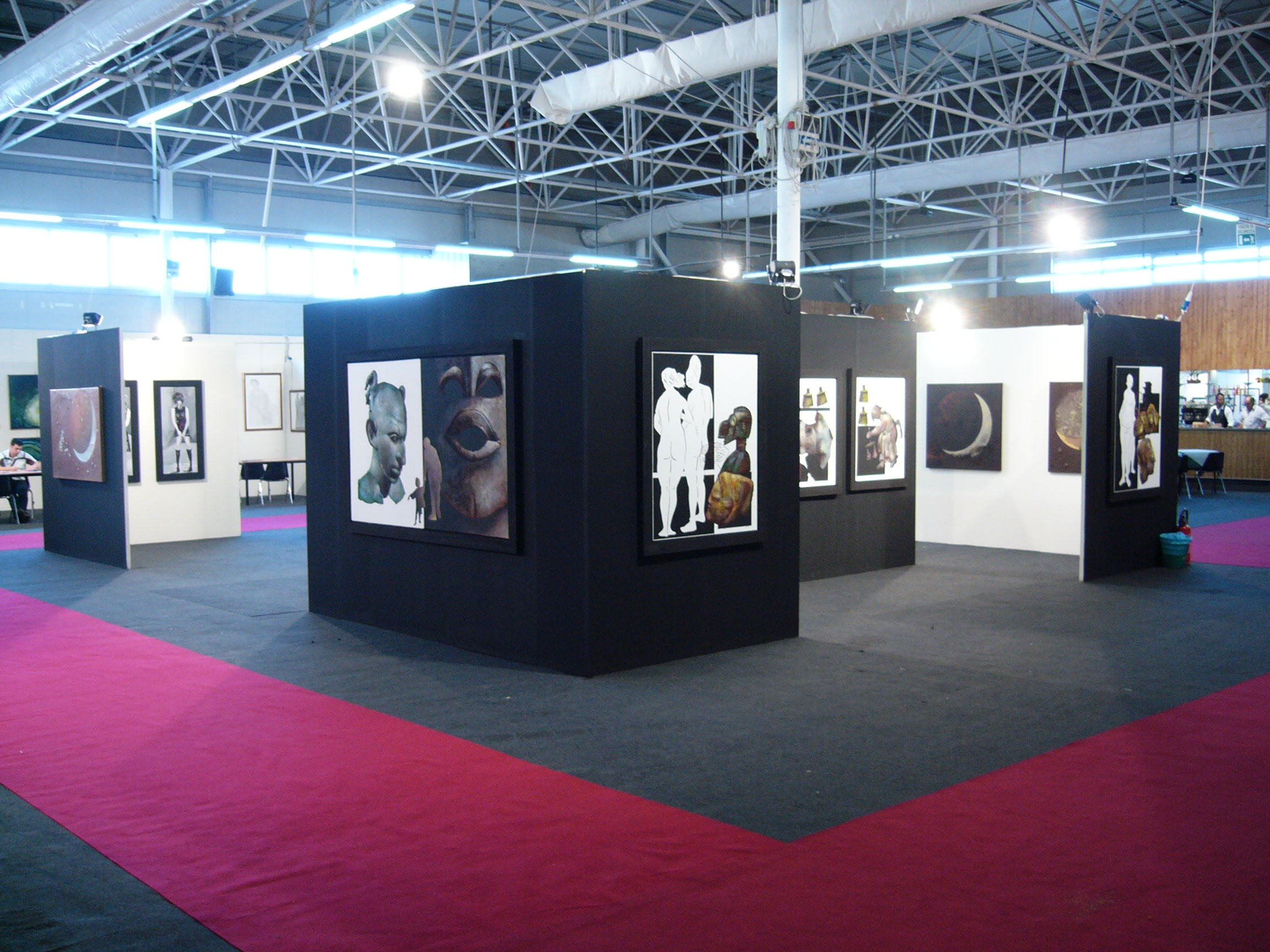
"Apantè" (Giardini-Naxos 2006)
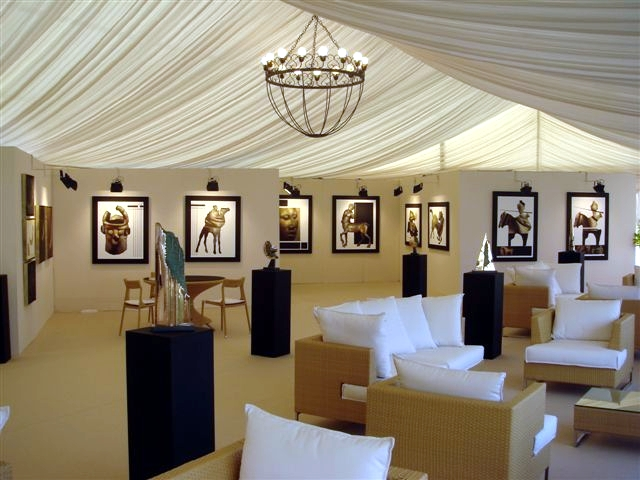
"Bab Al Shams Cup-Assisi Endurance Lifestyle" (Assisi 2007)
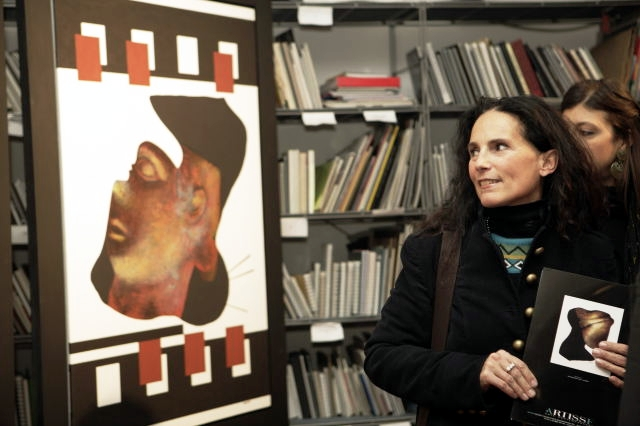
"Fashion Work Library" - Anna Caterina Bellati (Milano 2008)
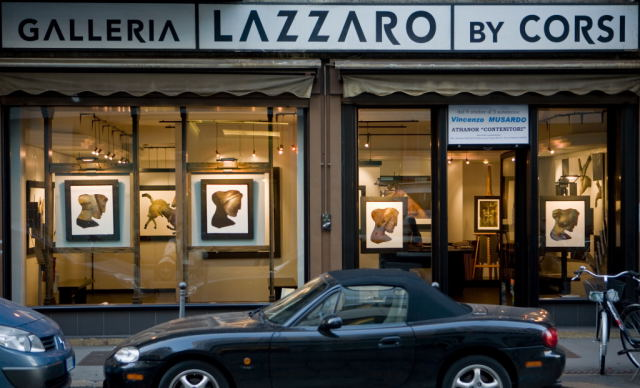
Galleria Lazzaro by Corsi (Milano 2008)